# Комик
Ко́мик, комедиа́нт (от нем. Komiker, Komikus, в свою очередь от лат. cōmicus, от др.-греч. κωμικός) — амплуа, а также актёр, исполняющий комические роли. В цирке данное амплуа принадлежит клоуну. Исторически предшественником комика является шут.
Комик часто выступает в дуэте с менее смешным (более обыденным) персонажем, образуя комический дуэт. Когда комик выступает соло (с монологом), это называется стендап.
Границы комического амплуа неясны. Под определение комика подпадают любые персонажи, вызывающие смех публики. В таблице амплуа, приводимой у Аксёнова, Бебутова и Мейерхольда, самого этого слова нет, а используются сразу несколько синонимов: «Клоун, шут, дурак, эксцентрик». Необходимыми данными для актёров этого амплуа называются способности к гротеску, а также к акробатике и эквилибристике.
Комики, в отличие от актёров других амплуа, часто бывали некрасивыми, могли обладать непропорциональной фигурой (например, быть излишне полным) или изъянами лица (например, косоглазием). Таким образом определённые дефекты внешности считались для комика достоинствами, в связи с чем периодически они утрировались или даже симулировались.
Рост значения данного амплуа начался с площадных театров, где оно являлось, в основном объектом сатиры. С началом Возрождения к простому «народному» юмору добавляются философские подтексты (появляется так называемый мудрый шут), комические персонажи присутствуют и в трагедиях (например, шут в «Короле Лире»). Однако в эпоху классицизма комические персонажи снова ограничиваются в основном рамками «низких» жанров. В XIX веке у комиков появляется новая задача (или, возможно, возрождается первоначальная) — социальная сатира. В XX веке амплуа становится как никогда разнообразным, объединяя в себе весь исторический опыт и традиции предыдущих периодов.
О. Н. Купцова описывает противопоставление Островским «высокого» амплуа трагика и «низкого» — комика (выводя эти театральные термины из фр. l’acteur premier tragique и фр. l’acteur premier comique). По её мнению, в комедии «Лес» Островский продемонстрировал возможности минимальной театральной труппы: контраст двух амплуа образует устойчивую драматическую ситуацию «высокого» подчиняющего трагика и «низкого» подчинённого комика.
Согласно В. А. Баринову, клоуны в цирке служат для выражения катарсиса («очищающего сострадания») для снятия эмоциального напряжения, возникшего в результате цирковых номеров. Подробнее о цирковых комиках см. клоун.